# 雅戈泰
雅戈泰（英語：Agartha、Agartta、Agharti、Agarta 或 Agarttha）是一座傳說中位於地球核心的城市。該城的傳說與地球空洞說有關，且是西方神祕主義中相當知名的主題。根据传说，雅戈泰是一个神奇的城邦或王国，拥有超乎想象的力量。传说又称雅戈泰的主要能量来源于一种可以利用太阳能的先进机器，该机器也可以像太阳一样闪耀，因而雅戈泰中没有阴影。传说还称失落文明亚特兰蒂斯亦与雅戈泰有关。
雅戈泰的传说出现时，尚有许多人相信地平說。雅戈泰的传说不被绝大多数人认可。美国政府对此进行过调查, 他们最终得出的结论是否定的。

## 歷史
目前關於雅戈泰的最早紀錄是由十九世紀的法國神學家亞歷山大·聖伊夫所發表的。按其說法，「雅戈泰」與其所擁有的智慧和財富將於「基督教遵守由摩西和上帝所寫下的十條誡律時, 供全人類享用」；其意為「當存在於我等世界中的無政府狀態被共同統治所取代時（雅戈泰的大門才會向人類敞開）」。聖伊夫在其著作中對“雅戈泰”的描述如此生動，猶如該地是一個真正存在於西藏喜馬拉雅山山脈下的城市。
波蘭探險家斐迪南·奧森多斯基於1922年撰寫了一部名為《野獸，人類與諸神》的書籍。奧森多斯基於該書中，提及一個關於存在於地球內部的地下王國的故事。佛教徒稱該王國為雅戈泰（Agharti）。

## 與神話的關連
雅戈泰經常與香巴拉混淆；後者更是經常出現在密宗和西藏的時輪教導的教義中，並由神智學者海倫娜·布拉瓦茨基與其所創辦的神智學協會復興於西方世界。神智學者認為雅戈泰是西藏地下一個巨大而複雜的洞穴，且是一種名為阿修羅的邪魔的棲身之所。